# پیلار-مورین
مادام پیلار-مورین (اسپانیایی: Madame Pilar-Morin‎؛ زاده‌شده حوالی ۱۸۷۰ میلادی - درگذشت پس از ژوئن ۱۹۳۵ میلادی) یک هنرمند و بازیگر فرانسوی-اسپانیایی تئاتر، وودویل و فیلم‌های صامت بود.
او دوران کودکی را در بارسلون گذراند و تحصیلاتش به سیاق کاتولیک‌ها انجام شد و مدت کوتاهی همسر یک کُنت فرانسوی بود. وی دورهٔ بازیگری و خوانندگی را در «هنرستان عالی موسیقی پاریس» گذراند.  پیلار-مورین متخصص اجراهای بی‌کلام و پانتومیم بود.
پیلار-مورین در سال‌های ۱۹۰۹ و ۱۹۱۰ در چندی فیلم برای کمپانی ادیسون بازی کرد و پس از آن به اجرای نمایش‌های زنده روی آورد و یک استودیوی بازیگری در نیویورک برپا کرد. وی روش خاصی برای آموزش «کنترل نفس» برای خوانندگان و سخنرانان ابداع نمود و همایش‌ها و کلاس‌های آموزشی فراوانی برای آن داشت، از جمله یک سخنرانی و دورهٔ آموزشی «کنترل تنفس» و «بیان بدنی» برای «انجمن تربیت بدنی نیویورک» در سال ۱۹۱۹ میلادی. در سال ۱۹۱۳ او نمایشنامهٔ کوتاهی دربارهٔ انقلاب فرانسه نوشت و اجرا کرد. وی یکی از مربیانِ خوانندهٔ اپرای آمریکایی جوزفین لوکزین بود.